# المرواح (الجميمة)

تعديل مصدري - تعديل

المرواح هي إحدى قرى عزلة خطوه الحمارين بمديرية الجميمة التابعة لمحافظة حجة، بلغ تعداد سكانها 233 نسمة حسب تعداد اليمن لعام 2004.